# Рамиш
Рафик Гусейн оглы Гусейнов (азерб. Rafiq Hüseyn oğlu Hüseynov), более известный как Рамиш (азерб. Rəmiş; 14 ноября 1944, Агдамский район — 5 апреля 2021, Баку) — азербайджанский гитарист, народный артист Азербайджана (2014).

## Биография
Родился 14 ноября 1944 года в селе Гюлаблы Агдамского района Азербайджанской ССР.
С детства проявлял интерес к музыке. Обучался в классе тара музыкальной школы № 1 г. Агдам, в 1962 году окончил Агдамское музыкальное училище имени У. Гаджибекова.
Начал творческую деятельность в годы обучения в училище, выступал с ансамблем «Шур» при учебном заведении, играл на таре, был концертмейстером этого же ансамбля. Быстро прославился как умелый исполнитель; на одном из концертов Рафика Гусейнова заметил маэстро Ниязи и пригласил тариста в Баку. С 1966 года выступал как тарист в ансамбле народных инструментов под руководством Ахмеда Бакиханова.
В юные годы интересовался игрой на электрогитаре, и вскоре именно электрогитара стала основным музыкальным инструментом Рамиша. В 1970-х годах играл на гитаре в ансамбле народных инструментов «Араз» под руководством Баба Салахова, ансамбле «Дан улдузу» под руководством Гюляры Алиевой. Аккомпанировал народной артистке СССР Зейнаб Ханларовой, народным артистам Азербайджана Рубабе Мурадовой, Ягубу Мамедову, Кадиру Рустамову и другим.
Первый профессиональный исполнитель мугамов и азербайджанской народной музыки на электрогитаре. Сыграл большую роль в популяризации электрогитары в азербайджанской музыке, положил начало искусству исполнения азербайджанской музыки на этом инструменте, привнес новшества. Творчеству Рамиша присущи глубокий лиризм в исполнении народных мелодий, использование необыкновенных приемов. Выступал с концертами в ряде стран мира.
Скончался 5 апреля 2021 года в Баку после тяжёлой болезни. Похоронен на общегородском кладбище «Гурд гапысы» («Волчьи ворота»).

## Награды
- Народный артист Азербайджана (2014)
- Заслуженный артист Азербайджана (2008)